# Cerkiew Zmartwychwstania Pańskiego w Tomsku
Cerkiew Zmartwychwstania Pańskiego – prawosławna cerkiew w Tomsku, w jurysdykcji eparchii tomskiej Rosyjskiego Kościoła Prawosławnego.
Pierwsza cerkiew pod tym wezwaniem została wzniesiona w Tomsku w 1622. Znajdowała się na terytorium zlikwidowanego cztery lata później monasteru Zaśnięcia Matki Bożej i została poświęcona przez metropolitę tobolskiego Cypriana. Świątynia była kilkakrotnie niszczona przez pożary i w końcu XVII w. była już w bardzo złym stanie technicznym. W związku z tym w 1789 rozpoczęto prace nad wzniesieniem cerkwi murowanej nawiązującej wezwaniem do starszego obiektu. Budowa nowej świątyni trwała osiemnaście lat i była finansowana z dobrowolnych ofiar wiernych. Wznoszeniem obiektu kierowali Jegor Domoniewski i Piotr Baranow. Cerkiew dolną, Zmartwychwstania Pańskiego, oddano do użytku liturgicznego w 1803. Górna została poświęcona cztery lata później, a jej wezwanie nawiązywało do monasteru Zaśnięcia Matki Bożej.
Świątynia została wyremontowana w latach 1894–1895 z funduszy starosty parafialnego Aleksieja Kuchtierina oraz kupca z Tomska Pawła Szumiłowa. W czasie renowacji do cerkwi wstawiono piece, co umożliwiło odprawianie w niej nabożeństw przez cały rok (dotąd w nieogrzewanym obiekcie Święta Liturgia była odprawiana jedynie wiosną i latem). Do obiektu wstawiono nowy ikonostas i ikony. Od 1896 przy cerkwi działała szkoła parafialna dla dzieci obojga płci. W sąsiedztwie budowli wzniesiono dzwonnicę, na której zawisł dzwon upamiętniający koronację cara Mikołaja II i jego małżonki Aleksandry Fiodorowny. Ważył on blisko 17 ton i był trzecim co do wielkości dzwonem na Syberii, zaś koszt jego odlania wyniósł ponad 18 tys. rubli.
Po rewolucji październikowej, w czasie akcji konfiskaty majątku ruchomego Rosyjskiego Kościoła Prawosławnego w 1922 z cerkwi Zmartwychwstania Pańskiego zarekwirowana została część cennego wyposażenia – kadzidła, lampki przed ikonami, krzyże, podświeczniki. W 1930 dzwon z 1896 został strącony z cerkiewnej dzwonnicy i rozbity na części, które następnie przetopiono.
W cerkwi, do jej zamknięcia, służył w 1936 ostatni przed wielką czystką biskup tomski – Serafin (Szamszew). 
Świątynia została ostatecznie zamknięta w 1936. Początkowo była przeznaczona do całkowitego zniszczenia, ostatecznie jednak zaadaptowano ją na internat robotniczy, a następnie garaż i magazyn zbożowy. W latach 40. XX wieku w obiekcie swoją siedzibę znalazło Centralne Archiwum Państwowe Rosyjskiej Federacyjnej Socjalistycznej Republiki Radzieckiej Dalekiego Wschodu. Rząd radziecki nakazał bowiem ewakuację archiwów z Krajów Nadmorskiego i Chabarowskiego oraz części obwodu czyckiego, w obawie przed agresją japońską.
W 1974 budynek otrzymał status zabytku. W latach 80. i 90. XX w. elewacje świątyni zostały odremontowane, wzniesiono od nowa otaczające ją przed 1936 ogrodzenie. W 1995 archiwum opuściło budynek cerkwi. Ponowna konsekracja obiektu miała miejsce 16 sierpnia 1996.